# Gagrella annulatipes
Gagrella annulatipes is een hooiwagen uit de familie Sclerosomatidae.